# 藤原道頼
藤原 道頼（ふじわら の みちより）は、平安時代中期の公卿。藤原北家、関白・藤原道隆の庶長子。祖父・兼家の養子。官位は正三位・権大納言。舅・藤原永頼の屋敷であった山井殿を継承したことから山井大納言（やまのいのだいなごん）と号した。

## 経歴
藤原道隆の長男として山城守・藤原守仁の娘を母に生まれたが、道隆は高階貴子と高階氏を重んじたため異母弟の伊周よりも低く置かれていた。これは貴子が定子を筆頭とする四人の后がね（天皇の后候補）となる娘達を産んでいたこと、貴子の父・高階成忠が公卿となったこと、道頼の生母が永延2年（988年）に亡くなったことも大きく影響している。一方で、祖父・藤原兼家は道頼を可愛がり、道隆に乞うて自分の養子に迎えてその六男とした。
寛和元年（985年）に叙爵（従五位下）すると、寛和2年（986年）従五位上・右近衛少将、寛和3年（987年）従四位下、永延2年（988年）正四位下・右近衛中将に叙任されるなど順調に昇進する。永延3年（989年）蔵人頭兼左近衛中将に任じられ、翌正暦元年（990年）には参議に任ぜられ、20歳にして公卿に列した。同年、養父の藤原兼家が没し、父の道隆が摂政に就任する。
道隆が執政になると、異母弟の伊周が嫡男であることが徐々に明確になってゆく。正暦2年（991年）道頼は伊周と共に権中納言に任じられるが、正暦3年（992年）には舅の源重光から譲られて先に権大納言となった伊周に昇進を追い越され、正暦4年（993年）内大臣に昇った伊周の後任の権大納言に任じられた。
長徳元年（995年）4月に父の道隆が没すると、後を追うように道頼も6月11日に25歳で薨去した。最終官位は権大納言正三位。

## 人物
『大鏡』によると、まるで絵から抜け出してきたような美しい容貌をしていたとされる。性格も「御心（こころ）ばへこそ、こと御はらからにも似たまはずいとよく、また、ざれをかしくもおはせしか」と異母弟の伊周や隆家よりも優れていると言われるほどに良く、軽妙洒脱でおもしろみのある人物であったという。
『枕草子』ではその美しさは伊周よりも優れていたというが、世間からは酷く悪く言われていて気の毒だったと言う。『栄花物語』でも美貌と性格を讃えられており「ただ今人にほめられて、ようおはしける君」と誰からもほめられて評判が良かったと書かれている。彼の死に叔父の道長は「故殿(兼家)の養子になっていた事もあり自分も格別に目をかけようと思っていたのに」と道頼の死を残念に思っており、伊周も異母兄の死という世の中の成り行きを恐ろしく思って胸を痛めていた。
『落窪物語』に登場する右近の少将道頼のモデルであるという説がある。

## 官歴
『公卿補任』による。
- 寛和元年（985年） 11月20日：従五位下（冷泉院御給）
- 寛和2年（986年） 7月21日：侍従。7月22日：昇殿。8月13日：左兵衛佐。10月7日：従五位上（臨時）。11月：禁色。12月21日：右近衛少将
- 寛和3年（987年） 正月7日：正五位下（冷泉院御給）。正月27日：播磨権介。2月26日：伊予介。10月14日：従四位下（行幸摂政邸）、昇殿。
- 永延2年（988年） 2月27日：右近衛中将。3月25日：正四位下（越階。摂政六十賀）
- 永延3年（989年） 3月4日：左近衛中将。10月：蔵人頭。11月28日：伊予介
- 正暦元年（990年） 正月29日：伊予守。5月13日：参議、従三位、左中将伊予守如元
- 正暦2年（991年） 9月7日：権中納言（超4人）。9月9日：帯剣。9月28日：着座
- 正暦3年（992年） 8月28日：右衛門督。12月7日：正三位（臨時）
- 正暦5年（994年） 8月28日：権大納言（超5人）
- 正暦6年（995年） 6月11日：薨去（権大納言正三位）

## 系譜
- 父：藤原道隆
- 母：山城守藤原守仁の娘（?-988）
- 正室：藤原永頼の娘
  - 男子：藤原忠経（?-1014）
- 室：橘清子（橘典侍）
  - 女子：大納言の君 - 藤原寛子女房
- 生母不明の子女
  - 男子：藤原忠任
  - 男子：明覚（?-1017）[4][5] - 阿闍梨

武蔵七党の1つ西党の系図では同党の祖である日奉宗頼は道頼の子と伝えられているが、これを裏付ける史料は無い。